# Windows NT
Windows NT (ang. New Technology) – rodzina 32- i 64-bitowych systemów operacyjnych firmy Microsoft, początkowo przeznaczonych do zastosowań profesjonalnych, obecnie z tej rodziny pochodzą także najpopularniejsze systemy dla użytkowników domowych. Rodzina systemów NT wywodzi się z systemu OS/2, opracowanego przez IBM we współpracy z Microsoftem. Początkowe wersje Windows NT w wersji 3.x mogły być instalowane na partycji HPFS (System plików OS/2), właśnie dlatego, że rodzina NT bazowała na kodzie OS/2.
Na jądrze Windows NT oparto system Windows Phone 8 (w przeciwieństwie do systemu Windows Phone 7, który był oparty jeszcze na Windows CE).
System wchodził także w skład pakietu Microsoft BackOffice Server.
Najnowszą stabilną wersją Windows NT jest Windows 11.

## Charakterystyka
System NT daje się przenosić na różne architektury procesorów, a także działa z wywłaszczeniem oraz wielozadaniowo. Jedną lub więcej wersji systemu NT przeniesiono na procesory Intel 386 i nowsze (x86), MIPS R4000, DEC Alpha, PowerPC, Itanium (IA-64) oraz AMD64 (x64). W chwili obecnej wspierane są platformy x86, x64 i ARM.
Podstawowymi celami systemu Windows NT są:
- deklarowana zgodność z aplikacjami MS-DOS
- przenośność
- rozszerzalność
- bezpieczeństwo
- umożliwienie korzystania z kilku procesorów
- częściowa zgodność ze standardem IEEE 1003 interfejsu przenośnego systemu operacyjnego (patrz: POSIX)
- adaptacje międzynarodowe.

## Jądro NT
W systemie NT zastosowano architekturę mikrojądrową – podobnie jak w jądrze Mach (patrz: jądro systemu operacyjnego), dzięki czemu daną część systemu można ulepszać bez zbytniego naruszania jego innych części.
Co do uznania jądra za mikrojądro istnieją spekulacje. Jądro NT wprawdzie ma pewne cechy mikrojądra, lecz jego budowa stricte odnosi się do architektur warstwowych systemów operacyjnych, co nie wyklucza jednak modułowości jądra.

## Wersje systemów z rodziny NT
Istnieje kilka wersji systemów Windows NT: dla domowych centrów rozrywki, dla zwykłych komputerów domowych, dla stacji roboczych oraz serwerów. Wszystkie korzystają z tego samego jądra i kodu systemu operacyjnego, lecz oprogramowanie serwera jest skonfigurowane do pracy z aplikacjami typu klient-serwer i może działać jako serwer aplikacji w sieciach lokalnych NetWare i Microsoft.
| Wersja | Nazwa marketingowa                  | Edycje | Data wydania                                          | Numer kompilacji |
| ------ | ----------------------------------- | --- | ----------------------------------------------------- | --- |
| 3.1    | Windows NT 3.1                      | Workstation (Stacja robocza, nazwana po prostu Windows NT), Advanced Server                                                                    | 27 lipca 1993                                         | 528 |
| 3.5    | Windows NT 3.5                      | Workstation, Server | 21 września 1994                                      | 807 |
| 3.51   | Windows NT 3.51                     | Workstation, Server | 30 maja 1995                                          | 1057 |
| 4.0    | Windows NT 4.0                      | Workstation, Server, Server Enterprise Edition, Terminal Server, Embedded                                                                      | 24 sierpnia 1996                                      | 1381 |
| 5.0    | Windows 2000                        | Professional, Server, Advanced Server | 17 lutego 2000                                        | 2195 |
| 5.0    | Windows 2000                        | Datacenter Server | 26 września 2000                                      | 2195 |
| 5.1    | Windows XP                          | Home, Professional, Media Center (original, 2004 & 2005), Tablet PC (original and 2005), Starter, Embedded, Home N, Professional N             | 25 października 2001                                  | 2600 |
| 5.1    | Windows Fundamentals for Legacy PCs | N/A | 8 lipca 2006                                          | 2600 |
| 5.2    | Windows XP                          | Edycja 64-bit, Wersja 2003 (IA-64) | 28 marca 2003                                         | 3790 |
| 5.2    | Windows Server 2003                 | Standard, Enterprise, Datacenter, Web, Storage, Small Business Server, Compute Cluster                                                         | 24 kwietnia 2003                                      | 3790 |
| 5.2    | Windows XP                          | Professional x64 Edition (x86-64) | 25 kwietnia 2005                                      | 3790 |
| 5.2    | Windows Server 2003 R2              | Standard, Enterprise, Datacenter, Web, Storage, Small Business Server, Compute Cluster                                                         | 6 grudnia 2005                                        | 3790 |
| 5.2    | Windows Home Server                 | N/A | 16 lipca 2007                                         | 3790 |
| 6.0    | Windows Vista                       | Starter, Home Basic, Home Premium, Business, Enterprise, Ultimate                                                                              | Biznes: 30 listopada 2006 Konsument: 30 stycznia 2007 | 6000 (RTM) 6001 (SP1) 6002 (SP2) 6003 (SP2 Update) |
| 6.0    | Windows Server 2008                 | Foundation, Standard, Enterprise, Datacenter, Web Server, HPC Server, Itanium-Based Systems                                                    | 27 lutego 2008                                        | 6001 (RTM) 6002 (SP2) 6003 (SP2 Update) |
| 6.1    | Windows 7                           | Starter, Home Basic, Home Premium, Professional, Enterprise, Ultimate                                                                          | 22 października 2009                                  | 7600 (RTM) 7601 (SP1) |
| 6.1    | Windows Server 2008 R2              | Foundation, Standard, Enterprise, Datacenter, Web Server, HPC Server, Itanium-Based Systems                                                    | 22 października 2009                                  | 7600 (RTM) 7601 (SP1) |
| 6.1    | Windows Home Server 2011            | N/A | 6 kwietnia 2011                                       | 7600 (RTM) |
| 6.1    | Windows Thin PC                     | | 6 czerwca 2011                                        | 7601 (RTM) |
| 6.2    | Windows 8                           | Windows 8, Windows 8 Pro, Windows 8 Enterprise, Windows RT                                                                                     | 26 października 2012                                  | 9200 |
| 6.2    | Windows Server 2012                 | Foundation, Essentials, Standard, Datacenter                                                                                                   | 4 września 2012                                       | 9200 |
| 6.3    | Windows 8.1                         | Windows 8.1, Windows 8.1 Pro, Windows 8.1 Enterprise, Windows RT 8.1                                                                           | 18 października 2013                                  | 9600 |
| 6.3    | Windows Server 2012 R2              | Foundation, Essentials, Standard, Datacenter                                                                                                   | 18 października 2013                                  | 9600 |
| 10.0   | Windows 10                          | Home Single Language, Home, Pro, Pro Education, Pro for Workstations, Enterprise, Education, Windows 10 S, IoT Core, Mobile, Mobile Enterprise | 29 lipca 2015                                         | 10240 (TH1) 10586 (TH2) 14393 (RS1) 15063 (RS2) 16299 (RS3) 17134 (RS4) 17763 (RS5) 18362 (19H1) 18363 (19H2) 19041 (20H1/VB) 19042 (20Η2) 19043 (21H1) 19044 (21H2) 19045 (22H2) |
| 10.0   | Windows Server 2016                 | Essentials, Standard, Datacenter, Multipoint Premium Server, Storage Server, Hyper-V Server                                                    | 26 września 2016                                      | 14393 |
| 10.0   | Windows Server 2019                 | Essentials, Standard, Datacenter, Multipoint Premium Server, Hyper-V Server                                                                    | 2 października 2018                                   | 17763 |
| 10.0   | Windows Server 2022                 | Essentials, Standard, Datacenter, Multipoint Premium Server, Hyper-V Server                                                                    | 18 sierpnia 2021                                      | 20348 |
| 10.0   | Windows 11                          | Home Single Language, Home China, Home, Pro, Education, Pro Education, Pro for Workstations, Enterprise, IoT Enterprise, SE                    | 4 października 2021                                   | 22000 (RTM) 22621 (22H2) 22631 (23H2) 26100 (24H2) |

Windows NT 3.1 w stosunku do 3.51 zawierał Menedżer programów i Menedżer plików z serii Windows 3.1x. Windows NT 4.0 zastąpił te programy Eksploratorem Windows (pasek zadań i menu Start), który pierwotnie pojawił się w Windows 95.

## Język programowania
Windows NT jest napisany w C i C++, w małej części napisany w asemblerze. C jest głównie używany w kodzie jądra, podczas gdy C++ jest używany głównie w kodzie trybu użytkownika. W miarę możliwości unika się języka asemblera, ponieważ utrudniłoby to przenoszenie.

## Sukces Windows NT
W 1996 sprzedano więcej licencji serwera NT niż wszystkich licencji różnych wersji systemu Unix. System plików NTFS zaprojektowany dla Windows NT cechuje współpraca z rozwiniętym systemem obsługi uprawnień użytkowników i wyższy poziom bezpieczeństwa danych niż w systemie FAT (stosowanym w MS-DOS i Windows 9x/Me). Kolejne wersje systemów z rodziny NT wdrażały również nowości przygotowane głównie dla użytkowników domowych, jak obsługa DirectX i multimediów.
Architektura Windows NT jest stosowana także w konsumenckich edycjach Windows od wersji 2000.

## Windows 2000
Microsoft Windows 2000 jest 32-bitowym systemem operacyjnym Microsoftu wydanym 17 lutego 2000. Często mylony z Windows Me. Ma możliwość pracy z systemem plików NTFS i FAT32, lepsze zabezpieczenia logowania, prawa dostępu do plików i ich szyfrowanie i kompresowanie (tylko NTFS). Jest też pierwszym systemem z rodziny NT obsługującym technologie USB i IrDA. Microsoft Windows 2000 jest też ostatnim systemem z rodziny NT pozbawionym aktywacji systemu. Edycje Windows 2000 to:
- Microsoft Windows 2000 Terminal – środowisko udostępniane przez Windows 2000 Server jako usługi terminalowe ze współdzielonymi procesami i pamięcią,
- Microsoft Windows 2000 Professional – najbardziej zaawansowana edycja Windowsa 2000, obsługuje 2 procesory i 4 GB RAM. Łączy w sobie cechy wszystkich Windowsów 2000,
- Microsoft Windows 2000 Server – obsługa 4 procesorów oraz 4 GB RAM, Active Directory, Intellimirror, Kerberos, usług terminalowych,
- Microsoft Windows 2000 Advanced Server – jak wersja „Server”, ale występuje obsługa 8 procesorów oraz 8 GB RAM, 2 klastry,
- Microsoft Windows 2000 Datacenter Server – jak wersja „Advanced Server”, lecz występuje obsługa 32 procesorów oraz 64 GB RAM, 4 klastry,
- Microsoft Windows 2000 Advanced Server, Limited Edition – specjalna wersja systemu wydana w 2001 r. przeznaczona dla procesorów Itanium firmy Intel,
- Microsoft Windows 2000 Datacenter Server, Limited Edition – specjalna wersja systemu wydana w 2001 r. przeznaczona dla procesorów Itanium firmy Intel.

Następcą systemu Windows 2000 jest Windows XP a bezpośrednim następcą wersji serwerowych jest Windows Server 2003.

## Windows XP
Microsoft Windows XP (kodowa nazwa Whistler) to 32-bitowy system operacyjny z rodziny Microsoft Windows NT, który został oficjalnie wydany 25 października 2001 roku.
Windows XP był przełomowym produktem Microsoftu, łączącym dwie linie produktów: dla użytkowników domowych i zaawansowanych. System ten wprowadził nowy interfejs graficzny nazwany Luna, który przyniósł wiele nowości graficznych i usprawnień.
W Windows XP po raz pierwszy wprowadzono aktywację systemu, mającą na celu zapobieganie piractwu, choć szybko została złamana przez piratów komputerowych. Następcą Windows XP jest system Windows Vista.

### Funkcje Windows XP
- Nagrywanie dysków CD –  System umożliwia łatwe nagrywanie płyt CD za pomocą wbudowanego programu nagrywającego.
- Nowe menu Start – Menu wyświetla najczęściej używane programy, co przyspiesza pracę większości użytkowników.
- Łatwy dla użytkownika interfejs – Opcja grupowania programów na pasku zadań zmniejszała bałagan przy otwartych wielu programach. Dodatkowo, system wyposażony był w funkcję automatycznego oczyszczania pulpitu, przenoszącą nieużywane skróty do osobnego folderu.
- Technologia ClearType® – Technologia poprawiająca jakość i wygładzenie tekstu na ekranach LCD.
- Inteligentne oszczędzanie energii – Przydatna funkcja dla użytkowników laptopów, monitorując stan baterii i zapisując wyniki pracy przed wyczerpaniem baterii, aby następnie bezpiecznie zamknąć system.
- Przełączanie użytkownika – Łatwe przełączanie między profilami użytkowników bez zamykania ich sesji.

### Edycje systemu XP
Windows XP został wydany w dwóch głównych edycjach:
- Windows XP Home Edition: Wersja przeznaczona dla użytkowników domowych, bez zaawansowanych narzędzi administracyjnych czy pulpitu zdalnego.
- Windows XP Professional: Wersja dla firm i zaawansowanych użytkowników, różniąca się m.in. obsługą pulpitu zdalnego oraz bardziej zaawansowanymi narzędziami administracyjnymi.

Ponadto istnieje kilka mniejszych edycji systemu Windows XP:
- Windows XP Media Center Edition: Wersja dla komputerów HP Media Center Computer oraz innych specyficznych urządzeń. Ta wersja była dostarczana wyłącznie z wybranymi komputerami i nie była dostępna w sprzedaży detalicznej.
- Windows XP Tablet PC Edition: Wersja dla urządzeń typu Tablet PC.
- Windows XP Media Center Edition 2005: Podobna do wcześniejszej edycji Media Center, jednak z nowymi opcjami, designem oraz kompozycją Energy Blue.
- Windows XP Starter Edition: Wersja wprowadzona na niektórych rynkach, takich jak Rosja czy Indie.
- Windows XP N: Edycja pozbawiona Windows Media Player, wprowadzona zgodnie z decyzją Komisji Europejskiej.

## Windows Server 2003
Microsoft Windows Server 2003 jest systemem z rodziny NT opartym na Windows XP, bezpośrednim następcą wersji serwerowych Microsoft Windows 2000. System wydany został 24 kwietnia 2003.
W porównaniu do wersji 2000 w Windows Server 2003 dodano i poprawiono wiele funkcji sieciowych. Do najważniejszych należą między innymi IIS w wersji 6.0, poprawki w usłudze Active Directory, a także dodanie funkcji Kopii w tle. W Windows Server 2003 została wbudowana specjalna wersja przeglądarki Internet Explorer. Program jest domyślnie skonfigurowany w ten sposób, że praktycznie niemożliwe jest uruchamianie lub ściągnięcie plików lub rozszerzeń, które mogą zaszkodzić systemowi. Edycje systemu Windows 2003 Server to:
- Small Business Server.
- Web Edition.
- Standard Edition,
- Enterprise Edition.
- Datacenter Edition.

31 marca 2005 wydany został dodatek Service Pack 1 do Microsoft Windows Server 2003. Położono tam nacisk na zwiększenie bezpieczeństwa systemu.
Najważniejsze wprowadzone nowości:
- Kreator zabezpieczeń systemu – automatyczna konfiguracja wbudowanej zapory sieciowej, wyłączenie niepotrzebnych usług itp.
- Windows Firewall – wbudowany program typu zapora sieciowa, analogiczny jak w systemie Windows XP z dodatkiem Service Pack 2.
- Wprowadzenie technologii Data Execution Prevention – zapobiega ona wykonywaniu kodu umieszczonego w obszarze dla danych, który może być niebezpieczny dla komputera.
- Blokowanie wyskakujących okienek we wbudowanej przeglądarce Internet Explorer 6.0 – analogicznie jak w Service Pack 2 dla systemu Windows XP

Ponad 2 lata później bo 14 marca 2007 Microsoft opublikował drugi zbiór poprawek dla Windows Server 2003 – Service Pack 2. W Service Pack 2 do Windows Server 2003 głównie położono nacisk na większą wygodę pracy z serwerem. SP2 zawiera także konsolę MMC 3.0. (Analogiczną do Service Packa 3 do Win XP).
Następcą Microsoft Windows Server 2003 jest Windows Server 2008.

## Windows Vista
Microsoft Windows Vista pod nazwą kodową Longhorn to dostępny w 32- i 64-bitowej wersji system operacyjny Microsoftu, następca Windows XP. Hasło reklamowe systemu to Clear, Confident, Connected, czyli Przejrzysty, Pewny, Połączony. Premiera systemu miała miejsce 29 stycznia 2007 w USA i Europie Zachodniej oraz 30.01.2007 w Polsce.
W systemie Windows Vista zadebiutował Windows Presentation Foundation czy też Windows Communication Foundation. Do owego systemu dodany został program antyspyware o nazwie Windows Defender. Kolejną funkcją, która zadebiutowała w systemie Windows Vista to trójstopniowy system limitowania konta, który zastąpił dwustopniowy system limitowania konta obecny w Windows XP. W Windows Vista pojawił się też nowy wygląd systemu bazujący na silniku Aero. W edycję Windows Vista Ultimate został wbudowany tzw. BitLocker służący do szyfrowania partycji.
Edycje systemu Windows Vista:
- Windows Vista Starter (jako jedyna wersja nie jest dostępna w wersji x64)
- Windows Vista Home Basic\Windows Vista Home Basic N
- Windows Vista Home Premium
- Windows Vista Business\Windows Vista Business N
- Windows Vista Enterprise
- Windows Vista Ultimate

### Interfejsy Windows Vista
- Windows Aero jest przeznaczony dla nowszych kart graficznych. Windows Aero zawiera trójwymiarowe efekty, takie jak: przełączanie się między aplikacjami – Windows Flip 3D, następca klasycznego przełączania Alt+Tab oraz animacja minimalizacji i maksymalizacji otwartych okien.

- Windows Basic jest uproszczoną wersją Windows Aero, zaprojektowaną dla komputerów, które nie spełniają wymagań sprzętowych Aero Glass.
- Interfejs klasyczny znany z systemów Windows 95, Windows 98 i Windows ME, przeznaczony dla najsłabszych kart graficznych.

## Windows 7
Microsoft Windows 7 pod nazwą kodową Windows NT 6.1 oraz Blackcomb, to dostępny w 32- i 64-bitowej wersji system operacyjny Microsoftu, następca systemu Windows Vista.
Edycje systemu Windows 7:
- Windows 7 Starter (tylko 32-bit)
- Windows 7 Home Basic
- Windows 7 Home Premium
- Windows 7 Professional
- Windows 7 Enterprise
- Windows 7 Ultimate